# Арна (Єнбекшиказахський район)
А́рна (каз. Арна) — село у складі Єнбекшиказахського району Алматинської області Казахстану. Входить до складу Каратурицького сільського округу.
У радянські часи село називалось «МТФ», до 2018 року — називалось Меліоратор.
Населення — 204 особи (2021; 209 у 2009, 278 у 1999).